# Abdul Ahad Mómand
Abdul Ahad Mómand (paštunsky عبدالاحد مومند‎, 1. ledna 1959 Sardah, provincie Ghazní, Afghánistán) je bývalý afghánský kosmonaut. Roku 1988 se zúčastnil kosmického letu na sovětskou stanici Mir jako člen 4. návštěvní expedice. Od roku 1992 žije v Německu.

## Život
Abdul Ahad Mómand pochází z Sardahu v afghánské provincii Ghazní, je paštúnské národnosti. Roku 1976 absolvoval Kábulský polytechnický institut. Odešel do armády, v letech 1977–1981 studoval ve vojenských leteckých školách v sovětském Krasnodaru a Kijevě. Poté sloužil v letectvu, roku 1987 dokončil studium na kyjevské pobočce Gagarinovy vojenské letecká akademie.
Koncem roku 1987 se vlády Sovětského svazu a Afghánistánu dohodli na vyslání Afghánce na sovětskou vesmírnou stanici Mir. V průběhu listopadu 1987 – února 1988 byli z pilotů a inženýrů afghánského vybráni dva kandidáti kosmického letu – Abdul Ahad Mómand a Mohammad Daurán Ghalám Masúm. Oba zahájili výcvik, Mómand v záložní posádce, Masum v hlavní. V dubnu si Afghánci vyměnili místa, důvodem byla buď národnost kandidátů (Mómand byl Paštún, kdežto Masúm Tádžik), nebo zdravotní problémy Masúma.
Sovětsko-afghánská posádka Vladimir Ljachov, Valerij Poljakov, Abdul Ahad Mómand odstartovala ke svému kosmickému letu v Sojuzu TM-6 z kosmodromu Bajkonur 29. srpna 1988 v 04:23:11 UTC, se stanicí Mir se loď spojila 31. srpna v 5:41 UTC. Na Miru je přivítali Vladimir Titov a Musa Manarov z 3. základní expedice. Sovětsko-afghánský let byl zaměřena na dálkový průzkum Země, především pozorování a fotografování Afghánistánu, a lékařské experimenty. Dne 2. září s kosmonauty pohovořil i afghánský prezident Nadžíbulláh.
Po splnění plánovaného programu se Ljachov a Mómand v Sojuzu TM-5 5. září v 22:55 UTC odpoutali od Miru (Poljakov zůstal na Miru a připojil se k základní posádce). Kvůli problémům s čidly orientačního systému lodi bylo přistání o den odloženo, Sojuz TM-5 přistál 7. září v 00:49:38 UTC 160 km jihovýchodně od Džezkazganu.
Po letu Mómand studoval na Akademii generálního štábu v Moskvě, pracoval v afghánském Institutu kosmických výzkumů, několik měsíců byl náměstkem ministra civilního letectví. Při pádu prosovětského afghánského režimu v dubnu 1992 byl služebně v Indii. Záhy se s rodinou odstěhoval za bratrem do Německa. Usadil se v Ostfildern, třicetitisícovém městě nedaleko Stuttgartu.
Mómand je ženatý, má dvě dcery.

## Vyznamenání
- Hrdina Demokratické republiky Afghánistán, Afghánská demokratická republika, 1988[6]
- Hrdina Sovětského svazu, Sovětský svaz, 7. září 1988, za efektivní realizaci mezinárodního kosmického letu a za projev odvahy a hrdinství[6]
- Leninův řád, Sovětský svaz, 7. září 1988, za efektivní realizaci mezinárodního kosmického letu a za projev odvahy a hrdinství[6]
- Řád slunce svobody, Afghánská demokratická republika, 1988[6]